# Első Wüst-kormány
A Wüst-kormány Észak-Rajna-Vesztfália hivatalban lévő tartományi kormánya. A miniszterelnök Hendrik Wüst, aki egyben az észak-rajna-vesztfáliai CDU elnöke is. Wüstöt 2021. október 27-én választotta miniszterelnökké 103 támogató szavazattal a 199 képviselőből álló tartományi parlament. Wüst elődje, a 2017 óta kormányzó Armin Laschet a 2021-es szövetségi választások után mondott le a miniszterelnökségről, és javasolta Wüstöt utódjául.
A 2017. május 14-i tartományi választások óta kormányzó fekete-sárga koalíció a Wüst-kormányban is folytatódik.
Wüst 2021. október 28-án nevezte ki a kormánya tagjait. Laschet és Wüst kivételével a Laschet-kormány minden tagja megtartotta hivatalát: a korábban Wüst által vezetett Közlekedési Minisztérium vezetését Ina Brandes vette át. A Wüst-kormány miniszterei 2021. november 3-án tették le hivatali esküjüket a parlamentben.

## Összetétel
A kabinet a következő személyekből áll:
| Hivatal                                                           | Kép                                | Betöltő személy           | Párt                               | Párt         | Kép                    | Megjegyzés                                                                     | Párt         | Párt |
| ----------------------------------------------------------------- | ---------------------------------- | ------------------------- | ---------------------------------- | ------------ | ---------------------- | ------------------------------------------------------------------------------ | ------------ | ---- |
| Ministerpräsident Staatskanzlei                                   |                                    | Hendrik Wüst              |                                    | CDU          |                        | Nathanael Liminski (A Kancellária vezetője és médiaügyi államtitkár)           |              | CDU  |
| Ministerpräsident Staatskanzlei                                   | Andrea Milz (Sport és önkéntesség) | Hendrik Wüst              |                                    | CDU          |                        |                                                                                |              | CDU  |
| Miniszterelnök-helyettes                                          |                                    | Joachim Stamp             |                                    | FDP          |                        | Andreas Bothe (Hivatalvezető)                                                  |              | FDP  |
| Gyerek-, család-, menekült- és integrációügyi miniszter           |                                    | Joachim Stamp             | Gonca Türkeli-Dehnert (Integráció) | FDP          |                        | független                                                                      |              |      |
| Pénzügyminiszter                                                  |                                    | Lutz Lienenkämper         |                                    | CDU          |                        | Patrick Opdenhövel                                                             |              | CDU  |
| Belügyminiszter                                                   |                                    | Herbert Reul              | CDU                                |              | Jürgen Mathies         |                                                                                | pártonkívüli |      |
| Gazdasági, innovációs, digitalizáció- és energiaügyi miniszter    |                                    | Andreas Pinkwart          |                                    | FDP          |                        | Christoph Dammermann                                                           |              | FDP  |
| Munka-, egészségügyi és szociális miniszter                       |                                    | Karl-Josef Laumann        |                                    | CDU          |                        | Edmund Heller                                                                  |              | CDU  |
| Oktatásügyi miniszter                                             |                                    | Yvonne Gebauer            |                                    | FDP          |                        | Mathias Richter                                                                |              | FDP  |
| Hazaügyi, önkormányzati, építésügyi és egyenjogúságügyi miniszter | Foto: Ina Scharrenbach             | Ina Scharrenbach          |                                    | CDU          | Foto: Dr. Jan Heinisch | Jan Heinisch                                                                   |              | CDU  |
| Igazságügyminiszter                                               |                                    | Peter Biesenbach          | CDU                                |              | Dirk Wedel             |                                                                                | FDP          |      |
| Közlekedési miniszter                                             |                                    | Ina Brandes               | CDU                                |              | Hendrik Schulte        |                                                                                | pártonkívüli |      |
| Környezet-, agrár-, természet- és fogyasztóvédelmi miniszter      |                                    | Ursula Heinen-Esser       | CDU                                |              | Heinrich Bottermann    |                                                                                | CDU          |      |
| Kultúra- és tudományügyi miniszter                                |                                    | Isabel Pfeiffer-Poensgen  |                                    | pártonkívüli |                        | Klaus Kaiser (A Kultúra- és Tudományügyi Minisztérium parlamenti államtitkára) |              | CDU  |
| Kultúra- és tudományügyi miniszter                                |                                    | Isabel Pfeiffer-Poensgen  | Dirk Günnewig                      | pártonkívüli |                        | pártonkívüli                                                                   |              |      |
| Szövetségi, európai és nemzetközi ügyekért felelős miniszter      |                                    | Stephan Holthoff-Pförtner |                                    | CDU          |                        | Mark Speich                                                                    |              | CDU  |